# IIHF Challenge Cup of Asia 2015 (ženy)
IIHF Challenge Cup of Asia 2015 (ženy) byl pátým ročníkem tohoto turnaje a prvním ve kterém nestartovaly týmy startující v turnajích mistrovství světa. Fakticky se tak odehrál pouze turnaj divize 1 a elitní skupina byla zrušena. Turnaj se konal od 6. do 7. listopadu 2014 v hale Annex Ice Rink v Tchaj-peji na Tchaj-wanu. Turnaje se zúčastnila tři družstva, která hrála dvojkolově každé s každým. Vítězství si připsali domácí hráčky Tchaj-wanu před hráčkami Thajska a Hongkongu.

## Výsledky
|    |           | Tchaj-wan | Thajsko  | Hongkong | V | VP | PP | P | VG | OG | B  |
| 1. | Tchaj-wan | ***       | 3:1, 7:1 | 7:0, 7:0 | 4 | 0  | 0  | 0 | 24 | 2  | 12 |
| 2. | Thajsko   | 1:3, 1:7  | ***      | 3:1, 2:3 | 1 | 0  | 1  | 2 | 7  | 14 | 4  |
| 3. | Hongkong  | 0:7, 0:7  | 1:3, 3:2 | ***      | 0 | 1  | 0  | 3 | 4  | 19 | 2  |